# Robert Knox (anatomiste)
Pour les articles homonymes, voir Robert Knox.
Robert Knox, né le 4 septembre 1791 à Édimbourg et mort le 20 décembre 1862 à Londres, est un médecin, anatomiste, naturaliste et voyageur britannique.

## Théoricien du racisme
Aux yeux de nombreux anthropologues modernes, la principale caractéristique de Robert Knox est son racisme virulent. Cela a éclipsé certaines de ses découvertes.
Il est en effet considéré comme  le « père fondateur » du polygénisme scientifique en Grande-Bretagne. Il soutient dans « The Races of Men » (1850) que les natures raciales, parce qu'elles seraient déterminées par le climat et le sol, sont stables à travers les générations et procèdent de différences déjà présentes dans l'embryon, si bien que, selon lui, les races ne sont pas des espèces différentes d'un genre homo unique mais des genres différents.
C'est ce qui l'amène à soutenir des positions anticolonialistes, chaque « race » ne pouvant prospérer que sous son climat, tout en affirmant la supériorité de la race « saxonne », en particulier sur les « Celtes », c'est-à-dire les Irlandais, les Highlanders et les Gallois.

## Personnage littéraire
Robert Knox est surtout connu pour son implication dans l'achat des cadavres des victimes des tueurs en série William Burke et William Hare à Édimbourg.
Plusieurs œuvres artistiques, inspirées plus ou moins lointainement de cette affaire criminelle évoquent un personnage de médecin impliqué dans cette affaire comme l'a été Robert Knox : 
- Le Voleur de cadavres, nouvelle de Robert Louis Stevenson (1884)
  - Le Récupérateur de cadavres (1945), première adaptation de la nouvelle au cinéma

- The Greed of William Hart (1948),
- L'Impasse aux violences (1960),
- The Anatomist (1961),
- Les Voleurs de cadavres de Vernon Sewell (1972),
- Le Docteur et les Assassins (1985),
- Cadavres à la pelle (2010).

Matthew Kneale, auteur du roman historique Les Passagers anglais indique que « les théories que le Dr Potter développe dans [le] livre ont été inspirées par un certain Robert Knox [...], un chirurgien écossais » qui, « en 1850, publia un livre où apparaît le concept de « race » au sens moderne du terme. ».

### Sources
- (en) Cet article est partiellement ou en totalité issu de l’article de Wikipédia en anglais intitulé « Robert Knox » (voir la liste des auteurs).

1. ↑  John P. Jackson & Nadine M. Weidman, Race, Racism, and Science : Social Impact and Interaction], p. 53, ABC-CLIO, Santa Barbara (Californie), 2004  (ISBN 978-1-851-09448-6).
2. ↑  (en) Robert Knox, The Races of Men : A Fragment, H. Renshaw, 1er janvier 1850 (lire en ligne)
3. ↑  Fabrice Bensimon, « Matthew KNEALE, Les Passagers anglais », Revue d'histoire du XIXe siècle, n° 24, 2002, consulté le 19 avril 2015.
4. ↑  Présentation de l'ouvrage, et entretien avec l'auteur, site Le Littéraire, 2002, consulté le 19 avril 2015.